# Joe Litchfield
Joe Litchfield (Pontefract, 8 luglio 1998) è un nuotatore britannico, specializzato nella farfalla, nel dorso e nei misti.

## Biografia
È fratello minore del nuotatore Max Litchfield.
Si è messo in mostra a livello junior ai giochi giovanili del Commonwealth di Samoa 2015, dove ha vinto 4 argenti. Agli europei giovanili di Hódmezővásárhely 2016 ha ottenuto l'oro nei 200 metri misti.
Ha rappresentato la Gran Bretagna ai Giochi europei di Baku 2015, vincendo l'argento nella staffetta 4x100 metri misti mista, senza disputare la finale, con Luke Greenbank, Charlie Attwood, Amelia Clynes, Georgia Coates, Luke Davies, Abbie Wood e Hannah Featherstone.
Agli europei di Budapest 2021, disputati alla Duna Aréna nel maggio 2021, si è aggiudicato la medaglia d'oro nelle staffette 4x100 e 4x200 metri stile libero mista e quella d'argento nella staffetta 4x100 metri stile libero, senza disputera in nessun caso la finale.

## Palamarès
| Anno | Manifestazione          | Sede             | Evento              | Risultato | Prestazione | Note  |
| ---- | ----------------------- | ---------------- | ------------------- | --------- | ----------- | ----- |
| 2015 | Giochi europei          | Baku             | 100 m dorso         | 17º Q     | 56"92       |       |
| 2015 | Giochi europei          | Baku             | 200 m dorso         | 12º Q     | 2'03"71     |       |
| 2015 | Giochi europei          | Baku             | 200 m farfalla      | 7º SF     | 2'02"59     |       |
| 2015 | Giochi europei          | Baku             | 400 m misti         | 9º Q      | 4'26"08     |       |
| 2015 | Giochi europei          | Baku             | 4x100 m misti mista | Argento   | 3:52.03     | [ 3 ] |
| 2016 | Europei giovanili       | Hódmezővásárhely | 200 m misti         | Oro       | 2'01"07     |       |
| 2017 | Universiade             | Taipei           | 100 m farfalla      | 30º Q     | 53"98       |       |
| 2017 | Universiade             | Taipei           | 200 m misti         | Bronzo    | 1'59"36     |       |
| 2017 | Universiade             | Taipei           | 400 m misti         | 10º Q     | 4'22"09     |       |
| 2019 | Universiade             | Napoli           | 200 m misti         | Argento   | 1'59"28     |       |
| 2021 | Europei                 | Budapest         | 200 m misti         | 5º Q      | 1'58"79     | [ 4 ] |
| 2021 | Europei                 | Budapest         | 4x100 m sl          | Argento   | 3'11"56     | [ 3 ] |
| 2021 | Europei                 | Budapest         | 4x100 m misti       | Oro       | 3'28"59     |       |
| 2021 | Europei                 | Budapest         | 4x200 m sl mista    | Oro       | 7'26"67     | [ 3 ] |
| 2021 | Europei                 | Budapest         | 4x100 m misti mista | Oro       | 3'38"82     | [ 3 ] |
| 2022 | Mondiali                | Budapest         | 4x200 m sl          | Bronzo    | 7'04"00     |       |
| 2022 | Giochi del Commonwealth | Birmingham       | 4x100 m sl          | Argento   | 3'11"73     |       |
| 2022 | Giochi del Commonwealth | Birmingham       | 4x200 m sl          | Argento   | 7'07"50     |       |
| 2023 | Mondiali                | Fukuoka          | 4x200m sl           | Oro       | 6'59"08     |       |

## International Swimming League
| Stagione 2020 | Stagione 2021 |
| ------------- | ------------- |
| NY Breakers   | NY Breakers   |